# Finale della Coppa delle Coppe 1965-1966
La finale della 6ª edizione della Coppa delle Coppe UEFA è stata disputata il 5 maggio 1966 all'Hampden Park di Glasgow tra Borussia Dortmund e Liverpool. All'incontro hanno assistito circa 42 000 spettatori. La partita, arbitrata dal francese Pierre Schwinte, ha visto la vittoria per 2-1 del club teutonico.

## Il cammino verso la finale
Il Borussia Dortmund di Willi Multhaup esordì contro i maltesi del Floriana battendoli agilmente con un risultato complessivo di 13-1. Agli ottavi di finale i bulgari della CSKA Sofia furono superati con un risultato aggregato di 5-4. Ai quarti gli Schwarzgelben affrontarono gli spagnoli dell'Atlético Madrid, vincendo di misura 1-0 al Rote Erde dopo il pari per 1-1 del Metropolitano. In semifinale i campioni in carica del West Ham Utd furono sconfitti sia all'andata che al ritorno rispettivamente 2-1 e 3-1.
Il Liverpool di Bill Shankly iniziò il cammino europeo contro gli italiani della Juventus perdendo 1-0 al Comunale di Torino e vincendo 2-0 ad Anfield. Agli ottavi i belgi dello Standard Liegi furono regolati con un risultato complessivo di 5-2. Ai quarti di finale i Reds affrontarono gli ungheresi dell'Honvéd, vincendo in casa 2-0 e pareggiando 0-0 a Budapest. In semifinale gli scozzesi del Celtic, che avrebbero potuto disputare la finale a Glasgow, vinsero l'andata 1-0 ma furono sconfitti per 2-0 a Liverpool.

## La partita
A Glasgow, in uno stadio pieno a metà a causa della pioggia torrenziale abbattutasi sulla città scozzese, si affrontano il Borussia Dortmund e il Liverpool, entrambi alla prima finale europea. Il primo tempo è piuttosto noioso, con le due squadre che si annullano a vicenda. Il Borussia lascia che il Liverpool abbia il controllo del gioco, per poi ripartire in contropiede. La tattica dà i suoi frutti al 61', quando i tedeschi occidentali passano in vantaggio con Sigfried Held. La gioia del vantaggio dura solo sette minuti perché Roger Hunt, nonostante una segnalazione di palla fuori da parte del guardalinee, riporta il match in parità. Non ci sono particolari emozioni fino al novantesimo e la partita si protrae ai supplementari. Nella seconda frazione Reinhard Libuda segna il gol del definitivo 2-1 con un gran tiro dai 30 metri, facendo vincere per la prima volta nella storia una coppa europea a un club tedesco.

## Tabellino
| Arbitro: | Pierre Schwinte |

|                      |           |          |
| Held 61’ Libuda 107’ | Marcatori | 68’ Hunt |

| Borussia Dortmund | Liverpool |

|                |    |                 |  |
|                |    |                 |  |
| P              | 1  | Hans Tilkowski  |  |
| D              | 2  | Gerhard Cyliax  |  |
| D              | 3  | Theodor Redder  |  |
| C              | 4  | Dieter Kurrat   |  |
| D              | 5  | Wolfgang Paul   |  |
| D              | 6  | Rudi Assauer    |  |
| C              | 7  | Reinhard Libuda |  |
| A              | 8  | Aki Schmidt     |  |
| A              | 9  | Sigfried Held   |  |
| C              | 10 | Wilhelm Sturm   |  |
| C              | 11 | Lothar Emmerich |  |
| Allenatore:    |    |                 |  |
| Willi Multhaup |    |                 |  |

|              |    |                  |  |
|              |    |                  |  |
| P            | 1  | Tommy Lawrence   |  |
| D            | 2  | Chris Lawler     |  |
| D            | 3  | Gerry Byrne      |  |
| C            | 4  | Gordon Milne     |  |
| D            | 5  | Ron Yeats        |  |
| C            | 6  | Willie Stevenson |  |
| C            | 7  | Ian Callaghan    |  |
| A            | 8  | Roger Hunt       |  |
| A            | 9  | Ian St. John     |  |
| A            | 10 | Tommy Smith      |  |
| C            | 11 | Peter Thompson   |  |
| Allenatore:  |    |                  |  |
| Bill Shankly |    |                  |  |